# Taraxacum pravum
Taraxacum pravum — вид квіткових рослин родини айстрових (Asteraceae).

## Поширення
Ендемічна флора Ісландії.